# Villa Parque Santa Ana
Villa Parque Santa Ana es un municipio del departamento Santa María en la provincia de Córdoba, Argentina.
Se encuentra sobre la ruta provincial RP 5, a 11 km al noreste de la ciudad de Alta Gracia y a 25 km al suroeste de la capital provincial.

## Población
Su población es de 5474 habitantes (Indec, 2022), lo que representa un incremento del 68% frente a los 1759 habitantes (Indec, 2001) del censo anterior. Esa cifra se compone de 1624 de Villa Parque Santa Ana propiamente dicha, y de 135 habitantes de Mi Valle.
| Gráfica de evolución demográfica de Villa Parque Santa Ana entre 1991 y 2022 |
|                                                                              |
| Fuente: Censos nacionales del INDEC                                          |

En el censo provincial de 2008 registró 2503 habitantes, la 4.ª comuna de la provincia. Por haber superado el mínimo de 2000 pobladores, ya es municipio.
Desde 2011, la provincia de Córdoba reconoció la creación del Municipio de Villa Parque Santa Ana, mediante la promulgación de la Ley n.º 9746, sancionada el 24 de febrero de 2010 y promulgada el 29 de julio de 2011, mediante el decreto 216/2010, firmado por el entonces gobernador Juan Schiaretti. A partir de ese momento, el ejido urbano de Villa Parque Santa Ana se extendió, abarcando zonas hasta ese momento pertenecientes al municipio de Alta Gracia, quedando entre otros territorios, el terreno de emplazamiento del Autódromo Oscar Cabalén, dentro del nuevo ejido municipal de Villa Parque Santa Ana.

## Sismicidad
La sismicidad de la región de Córdoba es frecuente y de intensidad baja, y un silencio sísmico de terremotos medios a graves cada 30 años en áreas aleatorias. Sus últimas expresiones se produjeron:
- 22 de septiembre de 1908 (116 años), a las 17.00 UTC-3, con 6,5 Richter, escala de Mercalli VII; ubicación 30°30′0″S 64°30′0″O / -30.50000, -64.50000; profundidad: 100 km; produjo daños en Deán Funes, Cruz del Eje y Soto, provincia de Córdoba, y en el sur de las provincias de Santiago del Estero, La Rioja y Catamarca[7]

- 16 de enero de 1947 (78 años), a las 2.37 UTC-3, con una magnitud aproximadamente de 5,5 en la escala de Richter (terremoto de Córdoba de 1947)[6]

- 28 de marzo de 1955 (70 años), a las 6.20 UTC-3 con 6,9 Richter: además de la gravedad física del fenómeno se unió el desconocimiento absoluto de la población a estos eventos recurrentes (terremoto de Villa Giardino de 1955)

- 7 de septiembre de 2004 (20 años), a las 8.53 UTC-3 con 4,1 Richter

- 25 de diciembre de 2009 (15 años), a las 21.42 UTC-3 con 4,0 Richter